# Anablepsoides lanceolatus
Anablepsoides lanceolatus es un pez de agua dulce la familia de los rivulines en el orden de los ciprinodontiformes.

## Morfología
De cuerpo alargado, los machos pueden alcanzar los 5,5 cm de longitud máxima.

## Distribución geográfica
Se encuentran en ríos de Sudamérica de la Guayana.

## Hábitat
Viven en pequeños cursos de agua de clima tropical, de comportamiento bentopelágico, es una especie no migradora.